# SP-266
A SP-266 é uma rodovia radial do estado de São Paulo, administrada pelo Departamento de Estradas de Rodagem do Estado de São Paulo (DER-SP) e pela concessionária Entrevias.

## Denominações
Recebe as seguintes denominações em seu trajeto:
Nome:	Francisco Gabriel da Motta, Rodovia
- De - até:	SP-270 - Cândido Mota
- Legislação:	LEI 3.333 DE 02/06/82

Nome:	Fortunato Petrini, Rodovia
- De - até:	Cândido Mota - Florínea
- Legislação: LEI 2.236 DE 20/12/79

Nome:	José de Almeida, Rodovia
- De - até:	Florínea - SP-333
- Legislação: LEI 6.987 DE 31/10/90

Nome:	Helder de Sá , Engenheiro, Rodovia
- De - até:	SP-333 - Cruzália
- Legislação:	LEI 7.030 DE 22/04/91

## Descrição
Principais pontos de passagem: SP 270 - Cândido Mota - Florínea - Cruzália

## Características

### Extensão
- Km Inicial: 428,983
- Km Final: 509,036

### Localidades atendidas
- Nova Alexandria
- Cândido Mota
- Santo Antônio do Paranapanema
- Frutal do Campo
- Tarumã
- Florínea
- Pedrinhas Paulista
- Cruzália